# Dschafar Abd al-Karim Barzandschi

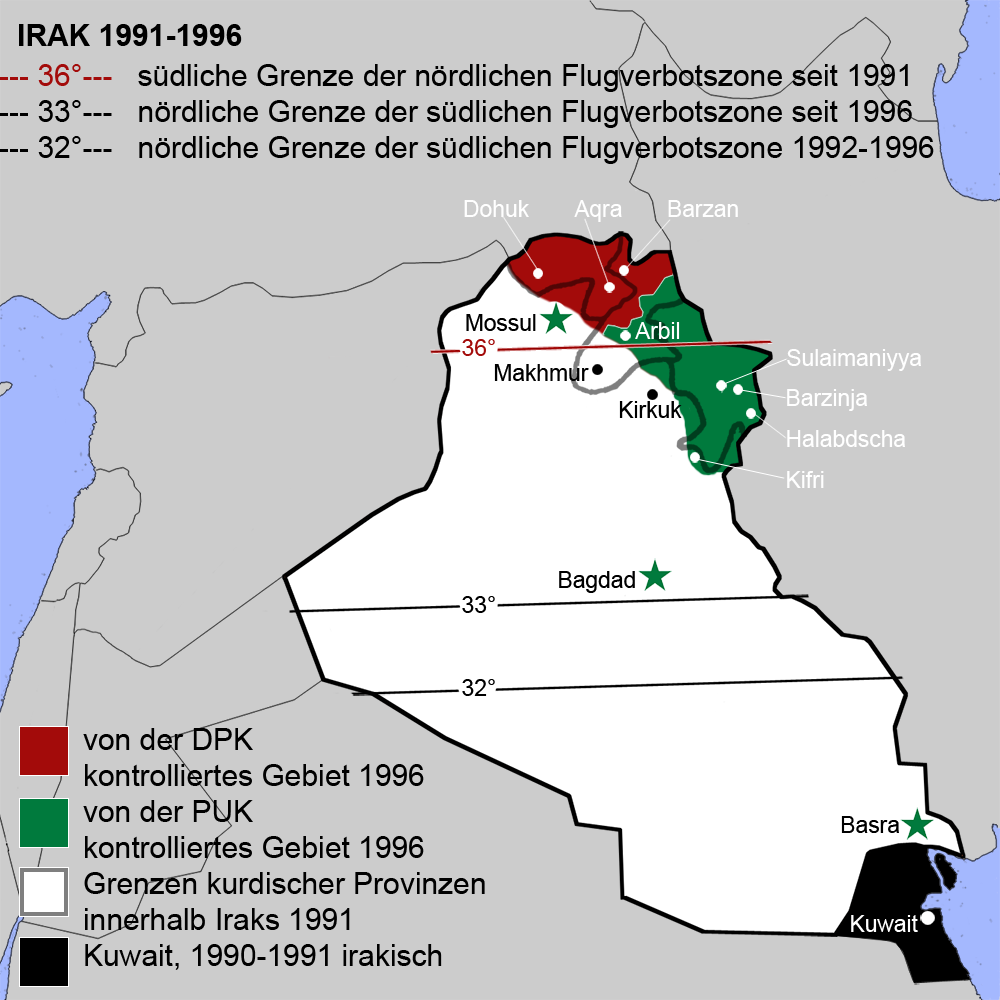
Selbst seine Heimat Sulaimaniya konnte Barzandschi 1991 nicht behaupten, obwohl sie südlich der zum Schutz der Rebellen eingerichteten Nördlichen Flugverbotszone lag. Barzandschis regierungstreue Milizen waren von Rebellen infiltriert worden.

Scheich Dschafar Abd al-Karim Barzandschi (* nach 1940 in Sulaimaniya, Irak), auch Jaffar, Jaafar oder Jafar Abdul Karim (Abdulkarim) Barzanji bzw. Baranzanji, Barzinji, Barazanchi oder Berzincî (arabisch جعفر عبد الكريم بەرزنجی) ist ein ehemaliger kurdischer Politiker im Irak. Er war von 1989 bis 1991 der letzte baathistische Regierungschef der Kurdischen Autonomen Region im Nordirak.
Barzandschi entstammte dem zumindest in Sulaimaniya regional einflussreichen Barzandschi-Clan, der traditionell sowohl mit den Dschaf-Kurden als auch mit dem Talabani-Clan rivalisierte und unter Mahmud Barzandschi zu Beginn der 1920er eine kurzzeitig unabhängige Herrschaft in Sulaimaniya errichtet hatte. Er war in den 1970ern zunächst Mitglied der Irakischen Kommunistischen Partei, die mit der Baath-Partei innerhalb der Nationalen Progressiven Front eine Koalition gebildet hatte. Nach dem Austritt der Kommunisten aus der Nationalen Front wurde Barzandschi Mitglied der Baath-Partei, während die Kommunistische Partei sich mit kurdischen Rebellen verbündete und die Waffen gegen die Baath-Regierung erhob. Barzandschi übernahm den Befehl über die regierungstreuen Kurden-Milizen in Kirkuk und wurde 1980 als Abgeordneter für Sulaimaniya in die irakische Nationalversammlung gewählt.
In der von der irakischen Regierung eingerichteten Kurdischen Autonomen Region war Barzandschi ab 1983 zunächst Gouverneur von Sulaimaniya. Als Nachfolger des Dschaf-Kurden Sirwan Abdullah Hussein wurde er 1989 Vorsitzender des Exekutivrates der autonomen Region (Chef der Regionalregierung) – und blieb es bis 1991, als die Regierung die Kontrolle über die gesamte Region endgültig an kurdische Rebellen verlor. Formal blieb er auch danach Vorsitzender des Exekutivrates und wies in dieser Funktion noch 2001 die von den Kurden-Parteien KDP und PUK gestellten Bedingungen für Friedensgespräche mit der irakischen Regierung (Föderation statt Autonomie) zurück. Während der Eroberung des Irak durch die USA soll er 2003 jedoch (ebenso wie der ehemalige Regionalparlamentschef Baha ad-Din Ahmad Faradsch) zunächst Zuflucht in den von Rebellen kontrollierten Gebieten gefunden haben.